# Cotinus nanus
Cotinus nanus är en sumakväxtart som beskrevs av William Wright Smith. Cotinus nanus ingår i släktet perukbuskar, och familjen sumakväxter. Inga underarter finns listade i Catalogue of Life.